# Leonard Gray
Leonard Earl Gray (Kansas City, Kansas; 19 de diciembre de 1951 - Nueva Jersey; 13 de junio de 2006) fue un jugador de baloncesto estadounidense que disputó tres temporadas en la NBA. Con 2,03 metros de altura, lo hacía en la posición de ala-pívot.

## Trayectoria deportiva

### Universidad
Tras jugar su año de novato con los Jayhawks de la Universidad de Kansas, fue transferido a los  49ers de la Universidad Estatal de California, Long Beach, donde en tres temporadas promedió 13,1 puntos y 7,0 rebotes por partido. En su última campaña fue elegido como Jugador del Año de la Big West Conference.

### Profesional
Fue elegido en la vigésimo sexta posición del Draft de la NBA de 1974 por Seattle Supersonics, y también el año anterior por los Utah Stars de la ABA y por los Atlanta Hawks en el puesto 45 del draft del 73, esperando un año para dar el salto a profesionales. Se hizo rápidamente con un puesto en el quinteto de titular de unos Sonics dirigidos por Bill Russell, acabando su primera temporada con 11,5 puntos y 6,4 rebotes por partido. También destacó en el aspecto negativo, ya que fue el octavo jugador que más faltas personales cometió de toda la liga, con casi 4 por encuentro.
Al año siguiente se consolidó en su puesto, mejorando en el aspecto ofensivo, aportando 13,5 puntos por partido al equipo. Pero pocas semanas después del comienzo de la temporada 1976-77 fue traspasado a Washington Bullets a cambio de Nick Weatherspoon. En el equipo de Dick Motta se tuvo que conformar con dar minutos de descanso a Elvin Hayes, bajando sus estadísticas hasta los 6,0 puntos y 3,6 rebotes por partido. Tras no ser renovado, se retiró definitivamente.

## Estadísticas de su carrera en la NBA

### Temporada regular
| Temporada | Edad | Equipo              | Liga | P   | TIT | MIN  | TC  | TCA  | %TC  | 3P | 3PA | %3P | TL  | TLA | %TL  | R.OF. | R.DEF. | REB | ASIS | ROB | TAP | PER | FP  | PTS  |
| 1974-75   | 23   | Seattle Supersonics | NBA  | 75  |     | 30.4 | 5.0 | 10.3 | .489 |    |     |     | 1.4 | 1.9 | .722 | 1.8   | 4.6    | 6.4 | 2.2  | 0.8 | 0.3 |     | 3.9 | 11.5 |
| 1975-76   | 24   | Seattle Supersonics | NBA  | 66  |     | 32.4 | 6.0 | 12.6 | .474 |    |     |     | 1.9 | 2.6 | .746 | 1.7   | 4.4    | 6.0 | 3.1  | 1.1 | 0.5 |     | 3.9 | 13.8 |
| 1976-77   | 25   | TOTAL               | NBA  | 83  |     | 19.7 | 3.1 | 7.1  | .436 |    |     |     | 1.4 | 1.9 | .747 | 1.0   | 2.5    | 3.5 | 1.5  | 0.7 | 0.4 |     | 3.3 | 7.6  |
| 1976-77   | 25   | Seattle Supersonics | NBA  | 25  |     | 25.7 | 4.6 | 10.5 | .435 |    |     |     | 2.4 | 3.1 | .756 | 0.9   | 3.4    | 4.3 | 2.2  | 1.1 | 0.5 |     | 3.4 | 11.5 |
| 1976-77   | 25   | Washington Bullets  | NBA  | 58  |     | 17.2 | 2.5 | 5.7  | .436 |    |     |     | 1.0 | 1.4 | .738 | 1.1   | 2.2    | 3.2 | 1.2  | 0.5 | 0.3 |     | 3.3 | 6.0  |
| Total     |      |                     | NBA  | 224 |     | 27.0 | 4.6 | 9.8  | .469 |    |     |     | 1.6 | 2.1 | .739 | 1.5   | 3.8    | 5.2 | 2.2  | 0.9 | 0.4 |     | 3.7 | 10.8 |

### Playoffs
| Temp.   | Edad | Equipo              | Liga | P  | MIN | TCA | TC  | 3PA | 3P | TLA | TL | R.OF. | REB | ASIS | ROB | TAP | PER | FP | PTS | %TC  | %3P | %FT  | MIN  | PTS | REB | AST |
| 1974-75 | 23   | Seattle Supersonics | NBA  | 9  | 263 | 39  | 80  |     |    | 11  | 13 | 11    | 45  | 20   | 12  | 5   |     | 41 | 89  | .488 |     | .846 | 29.2 | 9.9 | 5.0 | 2.2 |
| 1976-77 | 25   | Washington Bullets  | NBA  | 8  | 52  | 6   | 21  |     |    | 0   | 0  | 2     | 9   | 1    | 2   | 0   |     | 12 | 12  | .286 |     |      | 6.5  | 1.5 | 1.1 | 0.1 |
| Total   |      |                     | NBA  | 17 | 315 | 45  | 101 |     |    | 11  | 13 | 13    | 54  | 21   | 14  | 5   |     | 53 | 101 | .446 |     | .846 | 18.5 | 5.9 | 3.2 | 1.2 |